# Guillaume Carcaud
« Carcaud » redirige ici. Pour l’article homophone, voir Carco.
Guillaume Carcaud est un acteur français né le 13 décembre 1978 à Cholet (Maine-et-Loire).

## Biographie
Guillaume grandit en Vendée, à Treize-Vents, auprès de sa mère, animatrice de maison de retraite, de son père chauffeur routier et de sa sœur Christina. Il pratique la boxe, le football, le ski nautique, le chant et joue du piano. Il mesure 1,73 mètre.
Après avoir raté son baccalauréat sciences et technologies tertiaires (Bac STT) en 1998, il se réoriente vers un certificat d'aptitude professionnelle (CAP) café brasserie. Dans un premier temps serveur dans un hôtel angevin, il devient par la suite commercial en surgelés et barman au Club Méditerranée (Club Med) de Chamonix. Repéré en 2003, il suit un stage d'animateur. Son formateur s'appelle alors David Strajmayster, surnommé Doudi.
En 2003, il est choisi par David comme complice pour tourner un épisode pilote de Samantha oups !. Ce dernier ne lui parle de l'intérêt de France 2 que plus tard, de peur de lui donner de faux espoirs. En avril 2004, Guillaume démissionne du Club Med. Le duo est à l'antenne quatre mois plus tard.
En 2009, Guillaume tient le rôle de Gariguou dans les Contes et nouvelles du XIXe siècle, Les Trois Messes basses, aux côtés de Patrick Bosso et Christian Bujeau.
Depuis 2012, il joue le rôle du greffier Victor Lemonnier dans la série Alice Nevers, Le juge est une femme, remplaçant Jean Dell (son oncle Édouard dans la série), qui a occupé ce poste durant plusieurs années.
Fin 2012, il est à l'affiche de la pièce Room Service, écrite et mise en scène par Jean-Christophe Barc, aux côtés de Florence Fakhimi et Fabrice Pannetier, au théâtre des Feux de la rampe à Paris.
En août 2013, le premier épisode de la série VDM, DGVDM, sort sur le web. Guillaume joue le rôle de Guillaume, modérateur de VDM. La série est, par la suite, diffusée sur NT1.
En janvier 2016, il est le maître de cérémonie du spectacle musical burlesque The Hole, au Casino de Paris.

## Filmographie

### Cinéma
- 2013 : Les Invincibles de Frédéric Berthe : Pedretti
- 2022 : Jumeaux mais pas trop de Olivier Ducray et Wilfried Méance  : Policier n°2

### Télévision
- 2004 - 2007 : Samantha oups ! (série TV) - Chantal et tous les personnages secondaires
- 2007 : J'arrive (court-métrage) de Fabien Gazanhes - L'homme.
- 2008 : État de manque (téléfilm) de Claude d'Anna - Conquête d'Elsa.
- 2009 : Les Princes de la nuit (téléfilm) de Patrick Levy et Crystel Amsalem - Mathias.
- 2009 : The Factory Fantasy (téléfilm) de Jérôme Genevray.
- 2009 : Contes et nouvelles du XIXe siècle (série TV) (épisode Les Trois Messes basses) de Jacques Santamaria - Garrigou.
- 2009 : Jamais 2 sans 3 (téléfilm) d'Éric Summer - Ariel Touati.
- 2010 : C'est toi, c'est tout (téléfilm) de Jacques Santamaria - Gabriel.
- 2010 : Empreintes criminelles (série TV) (épisode 4 L'affaire Saint-Brice) - Marcel Laporte.
- 2011 : L'Épervier (mini-série) de Stéphane Clavier - Job Pouliquen.
- 2012 - 2022 : Alice Nevers, le juge est une femme (série TV) - Victor Lemonnier, le greffier de la juge Nevers.
- 2012 : Talons aiguilles et bottes de paille (série TV) - Luc.
- 2013 : VDM, la série (série TV) - Guillaume.
- 2015 : Camping Paradis (série TV) (épisode 6 saison 6 Le séminaire) - Marc Planchet du Groupe Generis.
- 2015 : Nina (série TV) (épisode 5 saison 1 « Sortie de route ») - Aymeric.
- 2016 : Loin de chez nous (série TV) - Bronsky.
- 2017 : Quelque chose a changé (téléfilm) de Jacques Santamaria - Lucien.
- 2020 : Candice Renoir (série TV) saison 8 épisode 4 - Benoît.
- 2021 : Joséphine, ange gardien (série TV) épisode Les perchés - François
- 2021 : Le Code : président Leroy
- 2021 : Le Voyageur (série TV) saison 2 épisode 1 La Maison sous le vent - Hertin.
- 2022 : Face à face (série TV) saison 2 Épisode 1 Un cri dans la nuit - Marc Fabian
- 2024 : OUIJA un été meurtrier ( série TV)
- 2026 : Un petit air de bonheur de Jacques Santamaria : Paul

### Animateur
- 2009 : Qui a dit ?, rubrique ludo-pédagogique, présenté par Guillaume Carcaud sur Gulli.